# Florian L. Arnold
Florian L. Arnold (* 1977 in Ulm) ist ein deutscher Schriftsteller, Buchillustrator und Verleger der Edition Hibana sowie des 2021 eingestellten unabhängigen Verlags Topalian & Milani.

## Leben
Florian L. Arnold studierte an der Universität Augsburg Kunstwissenschaften. Anschließend nahm er seine freiberufliche Tätigkeit als Schriftsteller und Grafiker auf. Seit 2013 ist er im Team der Ulmer Off-Art-Galerie Griesbadgalerie. 2010 und 2011 gab er zusammen mit dem Architekten Hakan Dagistanli in Ulm das Kunst- und Kulturmagazin ES heraus.
Als Initiator und Programmleiter des Literaturfestivals Literaturwoche Donau in Ulm/Neu-Ulm stellt er seit 2013 die Arbeit unabhängiger Verlage vor.
Er hat das Begegnungsformat Literatur unter Bäumen in der Stadt Neu-Ulm initiiert, das niederschwellig Begegnungen mit Verlagen und Publizisten anbietet. Die Veranstaltungsreihe findet seit 2017 statt. Er kuratiert und moderiert zahlreiche Veranstaltungen der Aegis-Buchhandlung in Ulm. In Neu-Ulm hat er die Reihe NU:LIT konzipiert.
Er ist Verleger der 2020 gegründeten Edition Hibana, die 2024 mit dem Deutschen Verlagspreis ausgezeichnet wurde.

## Rezeption
„(...) Eine sprachmächtige Novelle über Mitmenschlichkeit trotz Todesvirus. (...) Nachdrücklich bekräftigt die stilistisch meisterliche Novelle den Wert der Mitmenschlichkeit und der Erinnerung an unwiederbringlich Verlorenes. (...)“ (Rainer Rönsch auf Literaturkritik.de über Die Zeit so still, 2020)
„(...) Lesend betreten wir ein verwinkeltes Weltgefüge, eine Beziehungsgeschichte, deren Horizont sehr viel weiter reicht, als es die Begriffe ‚Flucht‘ und ‚Vertreibung‘ sagen mögen. Der Erzähler und Pirina hören, erblicken und erkennen einander. (...) Eine poetische, doch heikle Gratwanderung indessen zeigt Arnolds Sprache an, die zuweilen auch die Form einer sentimentalen Metaphernblüte annimmt. Schlichtere Worte sind zuweilen so viel schöner.“ (...) (Thorsten Paprotny auf Literaturkritik.de über Pirina, 2019)
„(...)  Die sorgsame Analyse von Befindlichkeiten und die Vermittlung von Atmosphärischem, das sind seine Stärken. Was in einem Menschen vorgeht, der perspektivlos isoliert ist, welchen Zwiespalt von Angst und Neugier er auszuhalten hat, wenn er ausbricht, wie die Angst immer wieder herananschleicht, aber letztendlich dem starken Impuls, Mensch zu sein, unterliegt, all das entwickelt der Autor bilderreich, feinfühlig und wortgewaltig.(...)“ (Augsburger Allgemeine, März 2021 über Die Zeit so still)
„(…) Wie eine Parallelmontage im Film, ziehen sich über den Rand jeder Seite Notizen – Verfolgungs-Protokolle im Polizeifunkstil. Dazu gesellen sich literarische Schnipsel am Rande, Fährten und Farbtupfer, von James Joyce Ulysses bis hin zu Hunden, die wie Zerberus aus der Nacht erscheinen. Auch ohne diese literarischen Fährten zu verfolgen, bleibt die Novelle ein Spracherlebnis. (…) Ein hinterlistiges Idyll von umrankten Ruinen und Vogelgezwitscher.(...)“ (Neu-Ulmer Zeitung, über Die Zeit so still)
„(...) Das flüchtige Licht ist ein kraftvolles, wunderbar phantastisch-melancholisches Romangebilde. Die Hauptfiguren sind Sehnsuchtssucher; Getriebene und Betrogene zugleich, die von und mit ihren ephemeren Glücksmomenten, die großartig erzählt werden, weiterleben.(...)“ (Lothar Struck über Das flüchtige Licht)

## Werke
- heute gestern morgen: Geschichten über den Stadtalltag. Literatur Update 2012. Stellwerck Verlag, Würzburg, 2012. ISBN 978-3-941949-02-7
- A biß Z: Handbuch zur Beseitigung der modernen Ratlosigkeit. Geheimsprachen Verlag, Münster, 2012, ISBN 978-3-939211-46-4
- Würstelessen mit Aliens: Ein Kunstkabinett des Absurden. Mit Illustrationen des Autors. Geheimsprachen Verlag, Münster, 2013, ISBN 978-3-939211-61-7
- Mit Sprache über Sprache: Beiträge zum Landschreiber-Wettbewerb Leipzig 2013. Anthologie. Geheimsprachen Verlag, Münster, 2013, ISBN 978-3-939211-60-0
- Molto Giocoso!: Musikalische Burlesken in Wort und Gedicht. Texte Siegfried C. Arnold. Topalian & Milani, 2016, ISBN 978-3-946423-04-1
- Ein ungeheuerlicher Satz: Novelle. Mirabilis Verlag, Miltitz bei Meißen, 2014, ISBN 978-3-9816674-1-7
- Die Ferne. Roman. Mirabilis Verlag, Miltitz bei Meißen, 2015, ISBN 978-3-9816674-4-8
- Gioco delle Ombre. Erzählungen und Gemälde. Axel Dielmann Verlag, Frankfurt, 2018, ISBN 978-3-86638-254-1
- Pirina. Roman. Mirabilis Verlag, Meissen, 2019, ISBN 978-3-947857-00-5
- Die Zeit so still. Novelle. Mirabilis Verlag, Miltitz bei Meißen, 2020, ISBN 978-3-947857-10-4
- Die Wirklichkeit endet an der nächsten Ecke. Der wahre Bericht über die Entstehung und Vernichtung des einzigen Lexikons zur Beseitigung der modernen Ratlosigkeit. Roman. Axel Dielmann verlag, Frankfurt, 2022, ISBN 978-3-86638-330-2
- Alles verneigt sich vor dem Wind. Roman. Moloko Print, Schönebeck (Elbe), 2022. ISBN 978-3-948750-29-9
- Das flüchtige Licht. Roman. Mirabilis Verlag, Miltitz bei Meißen, 2024. ISBN 978-3-947857-20-3
- Ichae. Eine Legende. Erzählung. Edition Hibana, 2024. ISBN 978-3-9822910-3-1